# ナック (サービス)
株式会社ナックは、日本の住宅環境衛生を中心としたサービス業の会社である。主にダスキン事業（フランチャイズ）・ボトルウォーター事業を行っている。

## 沿革
- 1971年 - 東京都町田市に資本金200万円で会社を設立。「ダスキン鶴川」の名でダスキン事業を開始。
- 1979年 - 本社を新宿センタービルへ移転。
- 1992年 - 建築コンサルティング事業スタート
- 1995年9月8日 - 株式を店頭公開。
- 1997年 - 東京証券取引所第二部に市場変更。
- 1999年9月 - 東京証券取引所一部に昇格。
- 2002年 - タマホームと業務提携し、九州地方・四国地方にて戸建住宅販売事業に進出。ボトルウォーター「アクアクララ」のフランチャイズに加盟。
- 2005年 - アクアクララ本部の経営破綻に伴い、自社ブランド「クリスタル・クララ」としてボトルウォーター事業の全国展開を開始。
- 2006年 - 住宅事業の子会社「レオハウス」（後にヤマダレオハウスとなったのを経てヤマダホームズに吸収）を設立。
- 2008年 - タマホームとの業務提携を解消。
- 2009年10月 - ボトルウォーターのブランド名を「クリスタル・クララ」から「クリクラ」に変更[1]。
- 2013年6月 - サイバードホールディングスが経営していた、化粧品・健康食品の通信販売業者「JIMOS」を譲受、グループ会社とする。
- 2015年 - 埼玉県本庄市にクリクラミュージアム新設。株式会社エコ＆エコの株式を取得しグループ化。
- 2016年8月 - アクアクララと、ボトルウォーター事業における業務提携を結ぶ。
- 2017年5月 - アクアクララとの共同出資で合弁会社「株式会社ACC」を設立。ボトルウォーターの製造・物流における相互補完によるコストダウンを目的とする。株式会社国木ハウスの株式を取得しグループ化。株式会社愛ライフの株式を取得しグループ化。
- 2020年2月 - ヤマダ電機グループのエースホームを買収。
- 2020年5月 - レオハウスの全株式をヤマダ電機へ譲渡。

## 広告
桜紅丸・蘭丸が「クリクラ体操」（「フニクリ・フニクラ」の替え歌。作詞はナック会長の西山由之が担当）を唄いながら、クリクラの宣伝をするCM。2009年6月頃から放映。
二人が水を飲むと忍者に変身し、テロップには「飲むと忍者に変わります!?」と表示されている。二人の所属事務所であるキャピタルプロダクションは会長の西山が社長を務めており、自身もこのCMに出演している。
なお、桜紅丸・蘭丸は、ナックの子会社であるレオハウスのCMにも出演している。現在はクレヨンしんちゃんの野原一家もイメージキャラクターに起用している。